# Anna Bondár
Anna Bondár (n. 27 mai 1997) este o jucătoare de tenis din Ungaria. Cea mai înaltă poziție în clasamentul WTA la simplu este locul 50 mondial, în iulie 2022, iar la dublu locul 43 mondial, în ianuarie 2023. Joacă în echipa Ungariei de Fed Cup.